# Неспоразум у Москви
Неспоразум у Москви је аутобиографско дело Симон де Бовоар објављено после њене смрти. Први пут је објављена 1992. године у часопису Роман 20-50.

## Историјат
Новела Неспоразум у Москви настала је четврт века пре него што је први пут објављена, у периоду од 1966—1967. године. Планирано је да буде објављено одмах следеће године по настанку, 1968, у збирци Сломљена жена. Међутим, сама ауторка је избацила из припремљене збирке и заменила приповетком Доба дискреције. У Француској је објављена шест година после ауторкине смрти, 1992. У преводу на српски језик ова новела је први пут објављена 2015. године као засебна књига.